# Liste des gratte-ciel de Columbus
Depuis la construction de la LeVeque Tower en 1927, 14 immeubles d'au moins 100 mètres de hauteur ont été construits à Columbus dans l'État de l'Ohio aux États-Unis.

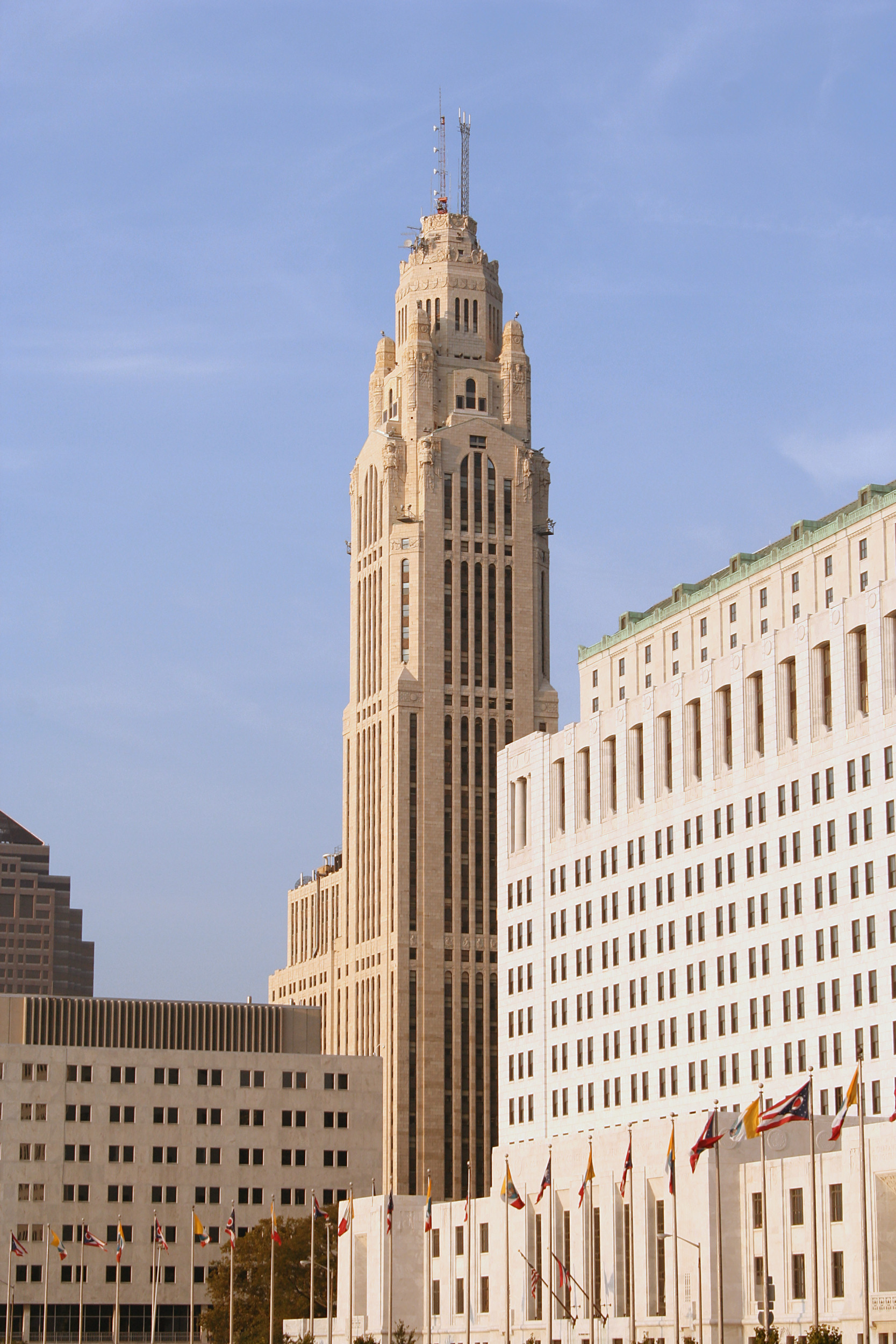
LeVeque Tower

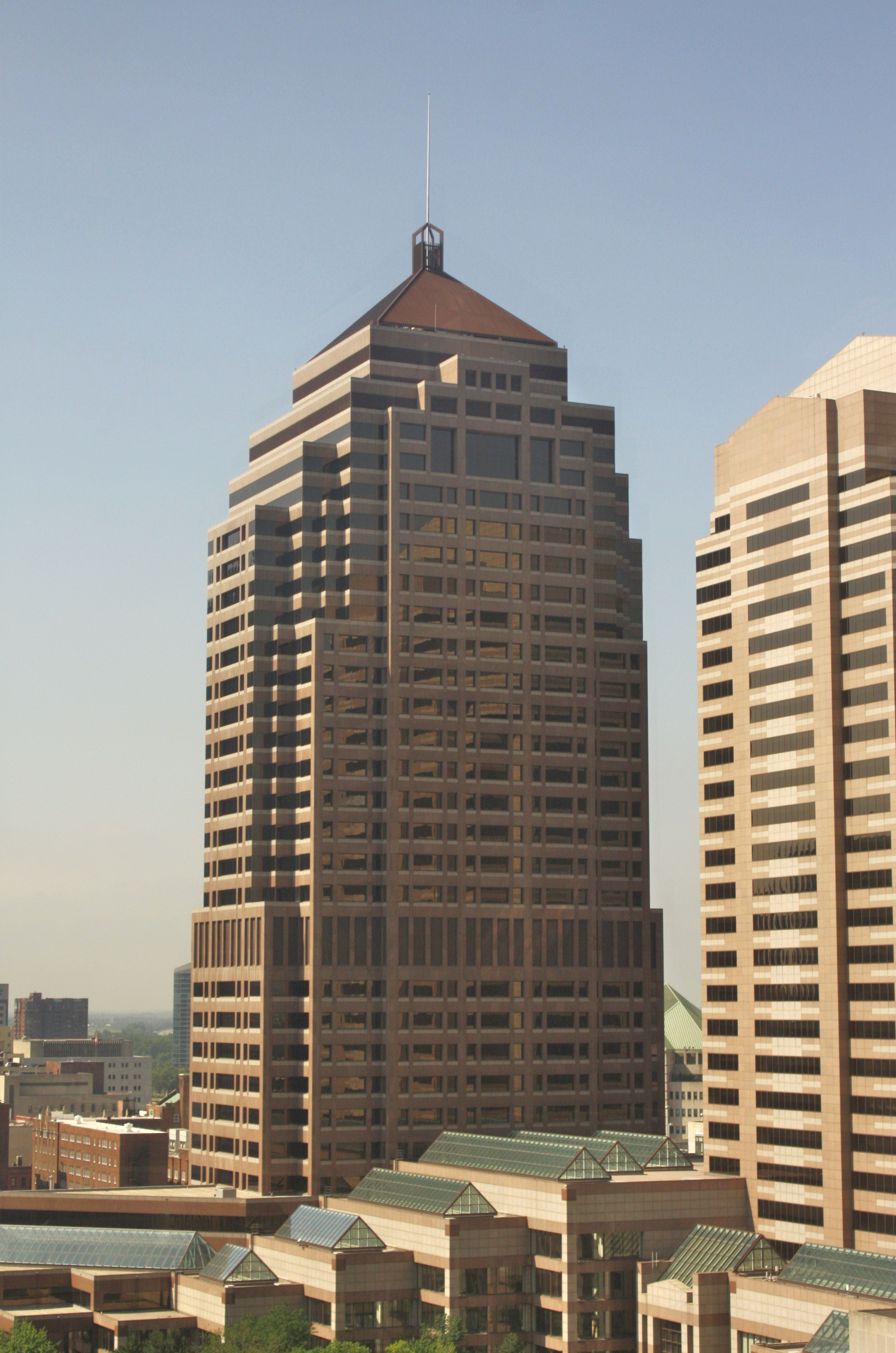
William Green Building

En 2019 la liste des immeubles de 100 mètres de hauteur et plus est la suivante .
| Rang | Nom                            | Hauteur | Étages | Année |
| ---- | ------------------------------ | ------- | ------ | ----- |
| 1    | Rhodes State Office Tower (en) | 192 m   | 41     | 1973  |
| 2    | LeVeque Tower                  | 169 m   | 47     | 1927  |
| 3    | William Green Building         | 162 m   | 33     | 1990  |
| 4    | Huntington Center (Columbus)   | 156 m   | 37     | 1984  |
| 5    | Vern Riffe State Office Tower  | 153 m   | 22     | 1988  |
| 6    | One Nationwide Plaza (en)      | 148 m   | 40     | 1978  |
| 7    | Franklin County Courthouse     | 141 m   | 27     | 1991  |
| 8    | AEP Building (en)              | 139 m   | 31     | 1983  |
| 8    | Borden Building (en)           | 134 m   | 34     | 1974  |
| 10   | Three Nationwide Plaza         | 124 m   | 27     | 1988  |
| 11   | One Columbus Center            | 112 m   | 26     | 1987  |
| 11   | Columbus Center (en)           | 109 m   | 25     | 1965  |
| 13   | Capitol Square (en)            | 107 m   | 26     | 1984  |
| 14   | Continental Center (en)        | 106 m   | 26     | 1973  |